# 由井俊三
由井 俊三（ゆい しゅんぞう、1930年2月25日 - ？）は、日本の地球科学者。専門は鉱床学。

## 経歴
1952年東京大学理学部地学科を卒業し、住友金属鉱山（株）に勤務して、関係する鉱山の調査・開発に従事した。1958年4月東京大学数物系大学院地質学課程修士課程に入学し、1960年修士課程を修了して博士課程に進学したが、6月に退学し、九州大学工学部助手となる。1964年4月秋田大学鉱山学部助教授に転任。6月に東京大学より理学博士の学位を取得（論文表題は「愛媛県基安鉱山の地質と層状含銅硫化鉄鉱鉱床」（英文) ）。1978年3月弘前大学理学部教授となり、1986年7月北海道大学理学部教授となる。1993年3月同定年退職。

## 研究業績など
東京大学の渡辺武男教授の指導により、卒業論文研究で岩手県野田玉川鉱山のマンガン鉱床を扱って以来、同種の鉱床の成因の追及を続けたが、住友金属鉱山（株）に就職してからは、同様の堆積物起源とされる含銅硫化鉄鉱鉱床の成因も追及した。また地層中に含まれる炭質物が、鉱床生成時の酸化還元環境に影響を与えることを考察・議論した。また当時導入され始めたEPMA（電子線微小部分分析装置）の測定値の補正計算について検討し、補正式を提案。広く日本の大学において用いられた。本人もこれを用いて、様々な鉱物の組成決定に関与し、多くの論文を発表している。北海道大学教授となってからは、北海道の鉱床の調査・記載とそれらの成因についての議論を多く発表するなど、鉱床学の広い分野にわたって旺盛な研究活動を続けたことで知られている。
北海道大学退職後は、長野県佐久町に在住。2003年9月21日夜、帰宅しないことに家族が気付く。田口峠登山口付近で、使用していたスクーターが発見されたが、その後の消息は知られていない。